# Liometopa rectilinea
Liometopa rectilinea là một loài bướm đêm trong họ Geometridae.